# Schefflera rotundifolia
Schefflera rotundifolia är en araliaväxtart som först beskrevs av Michele Tenore, och fick sitt nu gällande namn av David Gamman Frodin. Schefflera rotundifolia ingår i släktet Schefflera och familjen araliaväxter. Inga underarter finns listade.